# Club Ritmo
El Club Ritmo es un club deportivo de gimnasia rítmica de la ciudad española de León. Posee varios campeonatos de España en diversas categorías. Está considerado como uno de los clubes de gimnasia rítmica más prestigiosos de España.

## Historia
El Club fue fundado en 1978 por Ángel Fernández Córdoba y Juan Carlos Saurina, quienes después de asistir a un Mundial en Madrid decidieron abrir un club en León. Sus instalaciones se ubicaron en la calle San Agustín; sin embargo el gimnasio era pequeño para el entrenamiento del equipo de competición y durante cuatro años utilizaron la iglesia de Puente Castro, por entonces abandonada. Tras la reforma de esta entrenaron en una fábrica en Torneros del Bernesga, en una nave en Vilecha y en Armunia, hasta que en 2010 empezaron a usar el CAR de León.

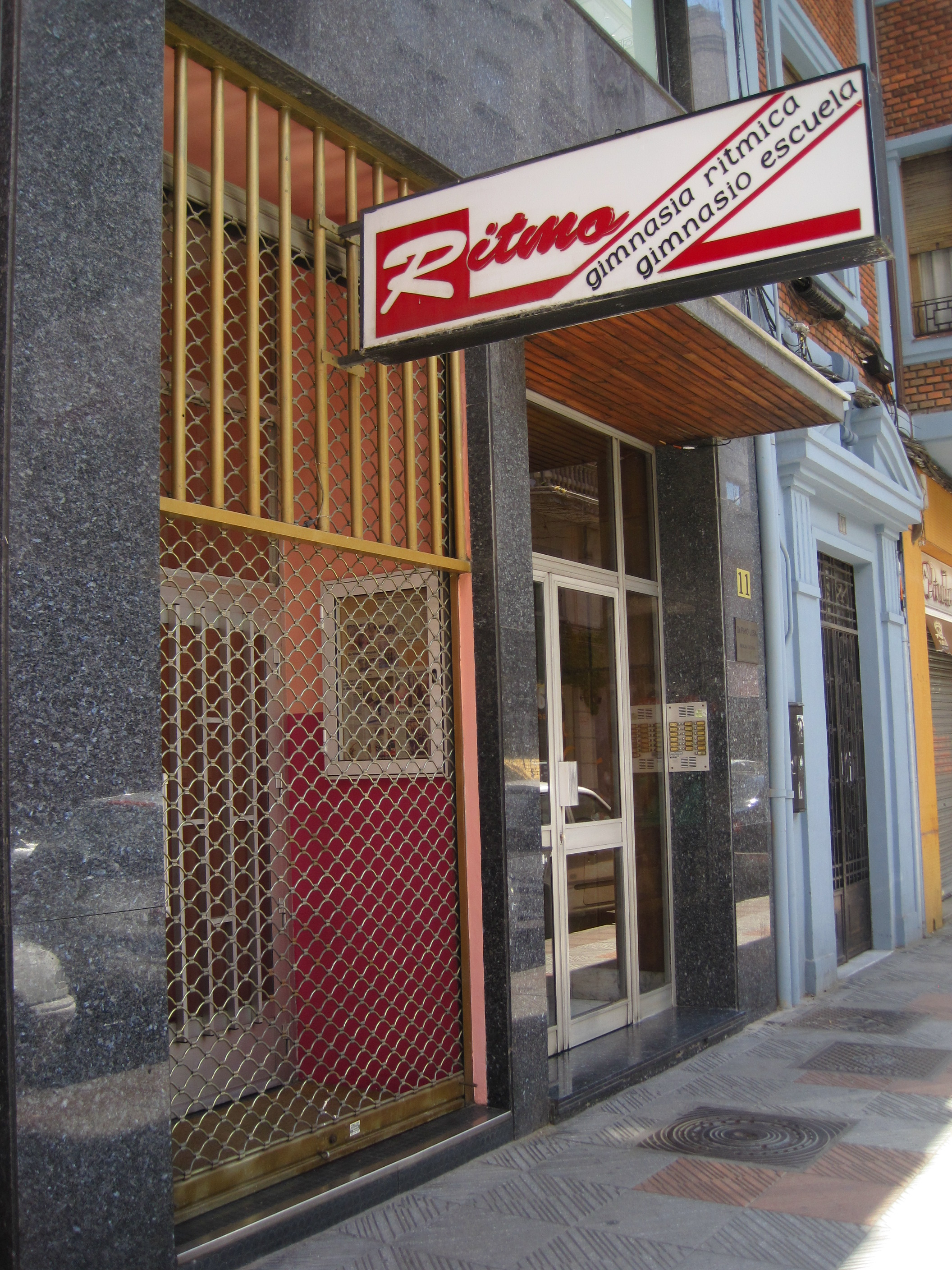
Entrada a su sede en la calle San Agustín.
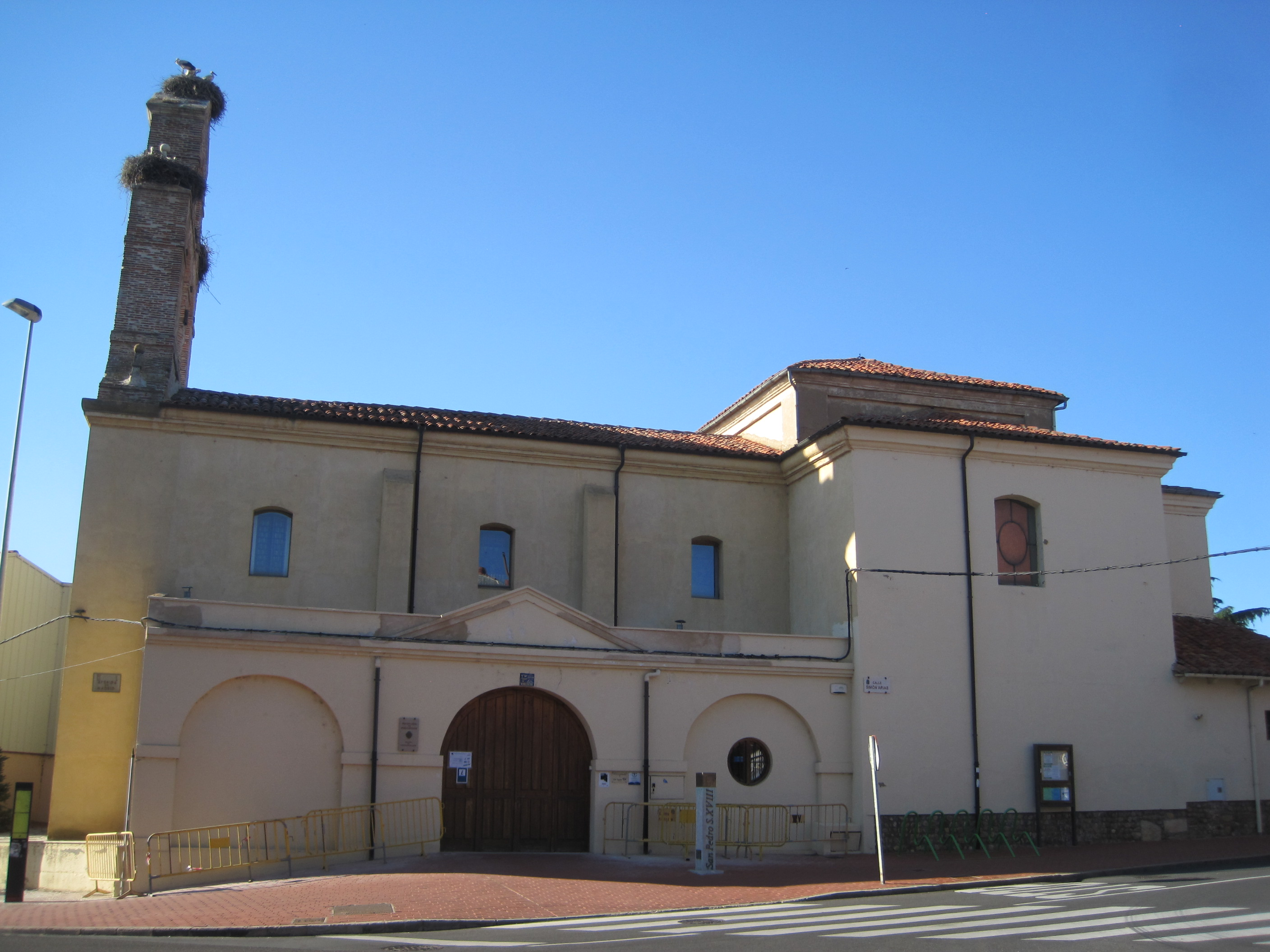
Antigua iglesia de San Pedro, en Puente Castro.
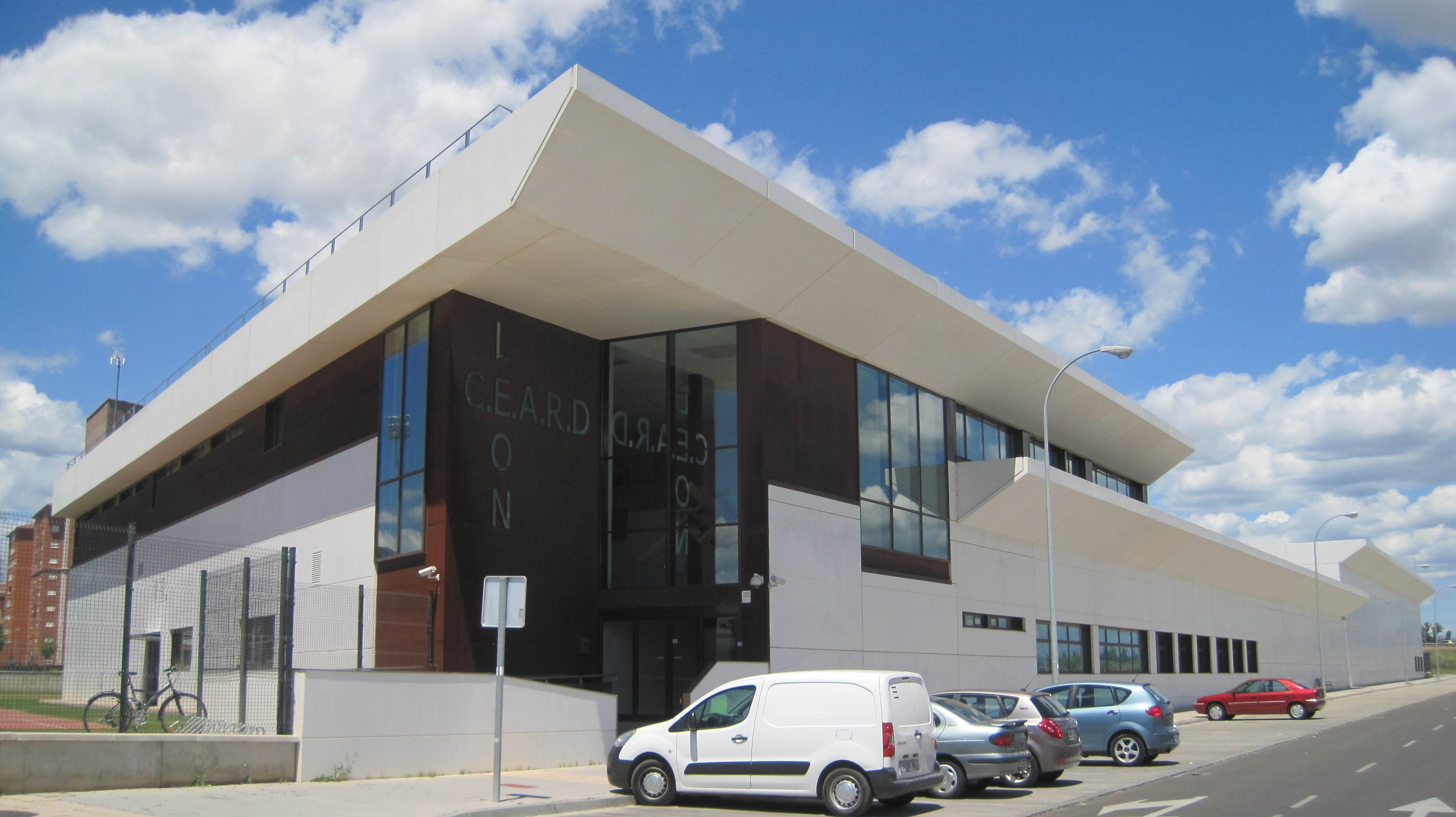
CAR de León.

## Gimnastas célebres
- Carolina Rodríguez
- Andrea Pozo
- Paula Serrano
- Sara Llana
- Sol Martinez
- Marta Pérez
- Flavia García

## Palmarés
- Carolina Rodríguez

Campeona de España en el concurso general en 12 ocasiones: 1 en categoría alevín (1996), 1 en categoría infantil (1998), 1 en primera categoría (2008) y 9 en categoría de honor (2006, 2009, 2010, 2011, 2012, 2013, 2014, 2015 y 2016). Bronce (Pescara 2009) y oro (Mersin 2013) en Juegos Mediterráneos. Bronce en pelota (Corbeil-Essones 2009) y bronce en mazas (Lisboa 2014) en pruebas de la Copa del Mundo. Diploma Olímpico.